# Antonio González Hernández
Antonio González Hernández (* 17. Januar 1966 in Santa Catarina, Nuevo León), auch bekannt unter dem Spitznamen La Moca, ist ein ehemaliger mexikanischer Fußballspieler auf der Position eines Verteidigers.

## Laufbahn
„La Moca“ González begann seine Profikarriere beim CF Monterrey, mit dem er in der Saison 1991/92 den mexikanischen Pokalwettbewerb gewann.
Nach einer Saison (1992/93) in Diensten von Atlético Morelia wechselte Honzález zu Santos Laguna, mit denen er im Winter 1996 die mexikanische Fußballmeisterschaft gewann. In der Saison 1997/98 beendete er seine aktive Laufbahn bei den Tiburones Rojos Veracruz.

## Erfolge
- Mexikanischer Meister: Invierno 1996
- Mexikanischer Pokalsieger: 1991/92